# Pyxine endocrocea
Pyxine endocrocea är en lavart som beskrevs av Kalb. Pyxine endocrocea ingår i släktet Pyxine och familjen Physciaceae.   Inga underarter finns listade i Catalogue of Life.